# الكلية (جرابلس)
الكلية قرية سوريّة تتبع إداريّاً لمحافظة حلب منطقة جرابلس ناحية غندورة، بلغ تعداد سكانها 590 نسمة حسب التعداد السكاني لعام 2004.